# Arbejdskonflikt
Betegnelsen arbejdskonflikt dækker over forskellige former for kollektive kampskridt på arbejdsmarkedet mellem arbejdsgiver og dennes arbejdstagere. Blandt de mest kendte former er strejke.
En arbejdskonflikt skyldes som regel en strid om lønnen. Men konflikter kan afledes af for eksempel en strid om arbejdsmiljø, protest imod fyringer eller i forbindelse med andres indgreb i overenskomstforhandlinger (f.eks. fra Folketinget).
Arbejdskonflikten kan være andet end strejke, for eksempel fagligt møde og aktioner som ”arbejd efter reglerne” og blokade. Som modtræk til arbejdernes aktioner, kan arbejdsgiverne iværksætte lockout mod de ansatte.